# Claude Crest
Claude Crest est un personnage humoristique fictif créé par l’humoriste québécois Maxime Gervais, connu pour son interprétation d’un vieil humoriste issu de l’époque des cabarets. Bien que fictif, Claude Crest est présenté comme une figure emblématique de l’humour québécois, avec une carrière fictive de plus de 70 ans. Le personnage est au cœur d’un documentaire humoristique intitulé Claude Crest : la balloune, présenté dans plusieurs villes du Québec en 2022.

## Création et développement du personnage
Claude Crest a vu le jour pendant la pandémie, lorsque Maxime Gervais, alors membre du trio humoristique Les Pic-Bois, participait à une série d’improvisations en ligne appelées Le personnage du jour. Le personnage est né spontanément grâce à un vieux veston, une chemise et une perruque trouvés dans les costumes de Gervais,. Inspiré par des icônes de l’humour québécois comme Claude Blanchard, Paolo Noël et La Poune, Claude Crest incarne un mélange de nostalgie et d’exagération des comportements et styles humoristiques des années 1950 et 1960,.
Maxime Gervais s’est largement documenté pour enrichir l’histoire fictive de Claude Crest, puisant dans des biographies, des vinyles d’humoristes et des archives culturelles québécoises. Le personnage se distingue par son ton irrévérencieux, ses anecdotes teintées de nostalgie, et son amour pour la crème de menthe,.
Le personnage de Claude Crest a rapidement gagné en popularité grâce à sa dimension humoristique et à son caractère attachant. Des fans ont créé un groupe Facebook intitulé Les p’tites oreilles rouges en hommage à Claude Crest, où ils partagent des photos et anecdotes fictives. Ce succès a permis à Maxime Gervais de se démarquer sur la scène humoristique québécoise, notamment avec une invitation à participer à des galas prestigieux comme le Festival Juste pour rire.

## Principaux projets

### DocumentaireClaude Crest: la balloune
Le documentaire humoristique Claude Crest : la balloune a été réalisé par Anthony Hamelin et met en lumière la carrière fictive de Claude Crest. Financé grâce à une campagne de sociofinancement qui a dépassé ses objectifs en seulement deux jours, le projet a bénéficié de la participation de plusieurs personnalités québécoises, notamment Mike Ward, Anne-Élisabeth Bossé, Chantal Lamarre, Les Denis Drolet et Yvon Deschamps,,,.
Présenté pour la première fois au Cinéma du Parc à Montréal en mars 2022, le documentaire a été projeté dans plusieurs villes québécoises, notamment à Rouyn-Noranda lors du Festival d'humour émergent,,.

### Émissions spéciales et projets futurs
En décembre 2022, Claude Crest a été au centre d’une émission spéciale de Noël intitulée Le Spécial de Noël de Claude Crest, diffusée sur YouTube. Ce projet, réalisé en collaboration avec Anthony Hamelin, revisite les archives fictives de Claude Crest, mettant en vedette des personnalités telles que Klô Pelgag et Louis-José Houde,.
Maxime Gervais prévoit d'autres projets autour de Claude Crest, incluant des spectacles, des albums et peut-être un livre de blagues,.